# Scorpions du Nouveau-Mexique
Les Scorpions du Nouveau-Mexique sont une franchise professionnelle de hockey sur glace en Amérique du Nord qui évolue dans la Ligue centrale de hockey. L'équipe est basée à Rio Rancho, banlieue de Albuquerque dans l'État du Nouveau-Mexique.

## Historique
La franchise a été créée en 1996 et a évolué de 1996 à 2001 dans la WPHL. Depuis 2001, elle participe à la Ligue centrale de hockey. En 2009, l'équipe suspend ses activités.

### Saisons des Scorpions dans la LCH
Note: PJ : parties jouées, V : victoires, D : défaites, N : matchs nuls, DP : défaite en prolongation, DF : défaite en fusillade, Pts : Points, BP : buts pour, BC : buts contre, Pun : minutes de pénalité
| Saison  | PJ | V  | D  | N | DP | DF | Pts | Classement                    | Séries éliminatoires            |
| ------- | -- | -- | -- | - | -- | -- | --- | ----------------------------- | ------------------------------- |
| 2008-09 | 64 | 27 | 33 | - | 3  | 1  | 58  | 3e place, division sud-ouest  | Ne participe pas                |
| 2007-08 | 64 | 34 | 24 | - | 4  | 2  | 74  | 2e place, division sud-ouest  | Défaite en 3e ronde             |
| 2006-07 | 64 | 32 | 24 | - | 8  | -  | 72  | 1e place, division sud-ouest  | Défaite en finale de conférence |
| 2004-05 | 60 | 27 | 27 | - | 6  | -  | 60  | 3e place, division nord-ouest | Ne participe pas                |
| 2003-04 | 64 | 32 | 27 | - | 5  | -  | 69  | 3e place, division nord-ouest | Ne participe pas                |
| 2002-03 | 64 | 31 | 28 | - | 5  | -  | 67  | 2e place, division sud-ouest  | Défaite en première ronde       |
| 2001-02 | 64 | 33 | 25 | - | 6  | -  | 70  | 4e place, division CHLSW      | Ne participe pas                |